# Syscenus peruanus
Syscenus peruanus är en kräftdjursart som beskrevs av Menzies och George 1972. Syscenus peruanus ingår i släktet Syscenus och familjen Aegidae. Inga underarter finns listade i Catalogue of Life.